# Tony Cliff
Tony Cliff, pseudônimo de Ygael Gluckestein (Palestina, 20 de maio de 1917 — Grande Londres, 9 de abril de 2000), foi um judeu nascido na Palestina que tornou-se conhecido como um ativista revolucionário trotskysta. Durante a Segunda Guerra Mundial, permaneceu preso pelas autoridades britânicas que governavam o território palestino. Após ser libertado, mudou-se para a Inglaterra, mas sem poder obter a cidadania, continuou um apátrida. Se afastou da IV Internacional pela questão da burocracia e, quanto a caracterização do regime soviético, optou pela concepção de "Capitalismo de Estado" e não de Estado Operário Deformado como definia Trotsky. Apesar disso, manteve-se seguidor de Trotsky. Fundou o grupo que está na origem do atual SWP britânico e de sua corrente internacional e, no Brasil, influenciou o grupo revolutas, tendência interna do PSOL que, entretanto, não não existe mais.

## Ideologia
Cliff era um socialista revolucionário na tradição trotskista que tentava fazer a teoria de Lênin do partido efetivo nos dias atuais. Muitos de seus escritos foram destinados às tarefas imediatas do Partido na época.
Desde então, o consenso na maioria dos grupos trotskistas foi que todos os estados dominado por partidos stalinistas e caracterizada por planejamento estatal e propriedade estatal da propriedade estão a ser visto como  degenerou trabalhadores estados '(O soviéticos União Européia) ou "[deformado estado operário | estados operários deformados]]" (outros estados stalinistas, incluindo grande parte da Europa Oriental). De muitas maneiras, Cliff foi o principal dissidente A partir dessa noção, embora alguns de seus oponentes têm procurado associar Seu estado vista capitalista com outras ideias, por exemplo, a teoria da '[coletivismo burocrático []]' associado com  Shachtmanite  Partido dos Trabalhadores nos Estados Unidos. No entanto o próprio Cliff foi insistente que seu pensamento não deve nada aos de Max Shachtman, ou proponentes anteriores da teoria: 'coletivismo burocrático - Uma crítica' como Bruno Rizzi, e deixou isso claro em seu  No entanto, na década de 1950 Seu grupo literatura distribuída publicada pelo grupo de Shachtman e a teoria da 'economia braços permanente' que foi considerado um dos pilares do que se tornou a International Socialist Tendency originou-se com o grupo de Shachtman embora às vezes é alegado que Cliff se recusou a reconhecer ESTA publicamente.